# Polsko-Niemiecki Instytut Badawczy
Polsko-Niemiecki Instytut Badawczy PNIB (niem. Deutsch-Polnisches Forschungsinstitut, ang. German-Polish Research Institut) – jednostka naukowo-badawcza prowadzona wspólnie przez Uniwersytet Europejski Viadrina (Europa-Universität Viadrina) we Frankfurcie nad Odrą i Uniwersytet im. Adama Mickiewicza w Poznaniu. Swoją siedzibę miał w Collegium Polonicum w Słubicach. Został powołany do życia w dniu 19 października 2012 roku, na podstawie uchwały podpisanej przez prezydenta Uniwersytetu Europejskiego Viadrina Guntera Pleugera i rektora Uniwersytetu im. Adama Mickiewicza Bronisława Marciniaka. Instytut został zlikwidowany w dniu 31 grudnia 2018 roku.

## Historia powstania
Wraz z przystąpieniem Polski do Unii Europejskiej i Strefy Schengen w latach 2004/2007 oraz z uwagi na związaną z tym mobilność naukowców i studentów w całej Europie, Uniwersytet Europejski Viadrina stracił swoją unikalną zaletę jako miejsce polsko-niemieckiego, transgranicznego nauczania i badań naukowych. Nawet z perspektywy niektórych jego ojców założycieli, Uniwersytet Europejski Viadrina w coraz mniejszym stopniu spełniał swoją misję, którą jest „wypełnianie specjalnych zadań w zakresie polityki zagranicznej w stosunkach polsko-niemieckich oraz kulturowo w odniesieniu do Europy”. Utworzenie Polsko-Niemieckiego Instytutu Badawczego stanowiło, wraz z Centrum Interdyscyplinarnych Studiów o Polsce i z centrum naukowym B/ORDERS IN MOTION Uniwersytetu Europejskiego Viadrina, jeden z trzech filarów zakrojonej na szeroką skalę inicjatywy pod kierownictwem prezydenta Uniwersytetu Guntera Pleugera, dzięki której Uniwersytet Europejski Viadrina miał odzyskać swój profil zgodnie z misją założycielską. Polsko-Niemiecki Instytut Badawczy został utworzony wspólnie z Uniwersytetem im. Adama Mickiewicza, z którym Uniwersytet Europejski Viadrina współpracuje od 1991 roku w ramach Collegium Polonicum w Słubicach jako wspólna instytucja dydaktyczno-naukowa. Porozumienie o utworzeniu zostało podpisane w Poznaniu 2 marca 2012 roku, a uchwała o utworzeniu przez Prezydenta Pleugera i Rektora Marciniaka 19 października 2012 roku w Słubicach.

## Struktura Instytutu
Polsko-Niemiecki Instytut Badawczy był jednostką Uniwersytetu im. Adama Mickiewicza, niezwiązaną z żadnym wydziałem i podległą bezpośrednio Rektorowi, tym samym podlegającą wyłącznie prawu uniwersyteckiemu i innym przepisom na stronie polskiej. Jego ponadnarodowy charakter opierał się na regulaminie Instytutu, który był załącznikiem do uchwały odnośnie do utworzenia Instytutu podpisanej wspólnie przez Uniwersytet Europejski Viadrina i Uniwersytet im. Adama Mickiewicza. Regulamin określał Polsko-Niemiecki Instytut Badawczy jako „wspólną jednostkę naukowo-badawczą Uniwersytetu im. Adama Mickiewicza w Poznaniu oraz Uniwersytetu Europejskiego Viadrina we Frankfurcie nad Odrą. (...). Instytut podlega Rektorowi Uniwersytetu im. Adama Mickiewicza w Poznaniu oraz Prezydentowi Uniwersytetu Europejskiego Viadrina we Frankfurcie nad Odrą.” Decyzje dotyczące działalności badawczej, budżetu, kwestii kadrowych itp. miały zatem być podejmowane wspólnie przez obie strony. Rada Instytutu, w skład której wchodzili pracownicy należący do obu uczelni, nadzorowała stan wykorzystania środków przekazanych przez Uniwersytet im. Adama Mickiewicza i Uniwersytet Europejski Viadrina oraz zawartość merytoryczną działalności badawczej Instytutu. Była to konstrukcja prawna powszechna w instytucjach transgranicznych, takich jak np. Euroregiony czy samo Collegium Polonicum. Umożliwia ona rozmieszczenie personelu, środków finansowych i innych zasobów poza granicami danego kraju. W ten sposób środki finansowe przekazane Polsko-Niemieckiemu Instytutowi Badawczemu przez dwie uczelnie partnerskie mogły być zagospodarowane wspólnie, mimo że zgodnie z prawem musiały być rozliczane przez dwa budżety uniwersyteckie, zgodnie z odpowiednimi przepisami i regulacjami w danym kraju.
Spośród 14 pracowników Instytutu, dwunastu było pracownikami Uniwersytetu im. Adama Mickiewicza, a dwóch – Uniwersytetu Europejskiego Viadrina. Wszyscy zostali zatrudnieni na podstawie wspólnie ogłoszonego konkursu i wspólnej decyzji obu uczelni. W skład Instytutu wchodziło (oprócz Dyrektora Instytutu) pięciu mężczyzn i osiem kobiet. Pięć osób zatrudniono na stanowisku profesora, siedem – adiunkta oraz jedną w charakterze pracownika administracyjnego. Dziesięciu pracowników miało obywatelstwo polskie, jedna osoba – niemieckie, a dwoje – polskie i niemieckie. W pięciu przypadkach byli to pracownicy przeniesieni z innych wydziałów Uniwersytetu im. Adama Mickiewicza, z których trzy osoby pracowały wcześniej w Collegium Polonicum, a dwie w Poznaniu. Pozostałe osiem stanowisk zostało obsadzone przez naukowców zewnętrznych.

## Działalność
Zadaniem Instytutu było w oparciu o regulamin prowadzenie działalności naukowo-badawczej „zwłaszcza w zakresie integracji europejskiej, regionów przygranicznych oraz problematyki porównawczej w aspekcie międzynarodowym i międzykulturowym”. Nakreślony został zatem profil merytoryczny tożsamy z celowo interdyscyplinarnym profilem Collegium Polonicum, jak to określono w umowie międzyministerialnej stanowiącej podstawę prawną tej jednostki. Zbieżność ta wynikała z zamierzonego celu dalszego profilowania Collegium Polonicum przez działalność Instytutu. W związku z tym dziedziny naukowe reprezentowane przez pracowników Instytutu obejmowały nauki humanistyczne, w tym językoznawstwo, literaturoznawstwo, kulturoznawstwo i historię, nauki przyrodniczo-geograficzne, w tym gospodarkę przestrzenną i urbanistykę, a także ekologię i hydrobiologię oraz prawo. Uwzględniając specyficzną lokalizację Instytutu bezpośrednio przy moście łączącym na Odrze Słubice z Frankfurtem badania na temat granic i obszarów przygranicznych w szerszym rozumieniu, jak również w kontekście polsko-niemieckim, stanowiły wiodącą tematykę badawczą. Liczne projekty badawcze Instytutu były realizowane głównie we współpracy z niemieckimi, polskimi i międzynarodowymi jednostkami badawczymi. Projekty zostały zrealizowane z wykorzystaniem grantów pochodzących z organizacji niemieckich, polskich i polsko-niemieckich, w tym w kilku przypadkach z Polsko-Niemieckiej Fundacji na Rzecz Nauki (PNFN), z Narodowego Centrum Nauki (NCN) oraz z Euroregion Pro Europa Viadrina (EFRR). Instytut był partnerem naukowej platformy internetowej Pol-Int. Ważnym obszarem działalności Polsko-Niemieckiego Instytutu Badawczego było upowszechnianie wyników badań prowadzonych w formie konferencji, spotkań, kolokwiów i wykładów organizowanych lub współorganizowanych przez pracowników Instytutu. W 2017 roku Instytut był współorganizatorem IV Kongresu Badań nad Polską (Polenforschung). Ponadto pracownicy Instytutu rozwinęli liczne transgraniczne działania na rzecz regionalnego i lokalnego społeczeństwa obywatelskiego oraz wzmacniania kultury dialogu społecznego, zarówno po stronie polskiej, jak i niemieckiej, w formie imprez popularnonaukowych, seminariów dla klas szkolnych, dokształcania dla seniorów czy wieczorów literackich.

## Publikacje
Wyniki badań opublikowano m.in. w dziewięciu tomach serii naukowej Collegium Polonicum „Thematicon”, wydawanej przez wydawnictwo Logos Verlag w Berlinie. Interdyscyplinarny tom zbiorowy pt. „Po obu stronach Odry. Europejskie, narodowe i regionalne aspekty sąsiedztwa polsko-niemieckiego”, wydany w 2016 roku jako księga jubileuszowa dla odchodzącego z Instytutu p.o. Dyrektora, Andrzeja J. Szwarca, stanowi przegląd głównych projektów badawczych Polsko-Niemieckiego Instytutu Badawczego. Monografia pt. „Polski Dziki Zachód. Przymusowe migracje i kulturowe oswajanie Nadodrza 1945-1948” autorstwa Beaty Halickiej została wyróżniona w 2016 roku nagrodą Identitas jako najlepsza książka historyczna roku.

## Instytut a projekt utworzenia wspólnego Polsko-Niemieckiego Wydziału

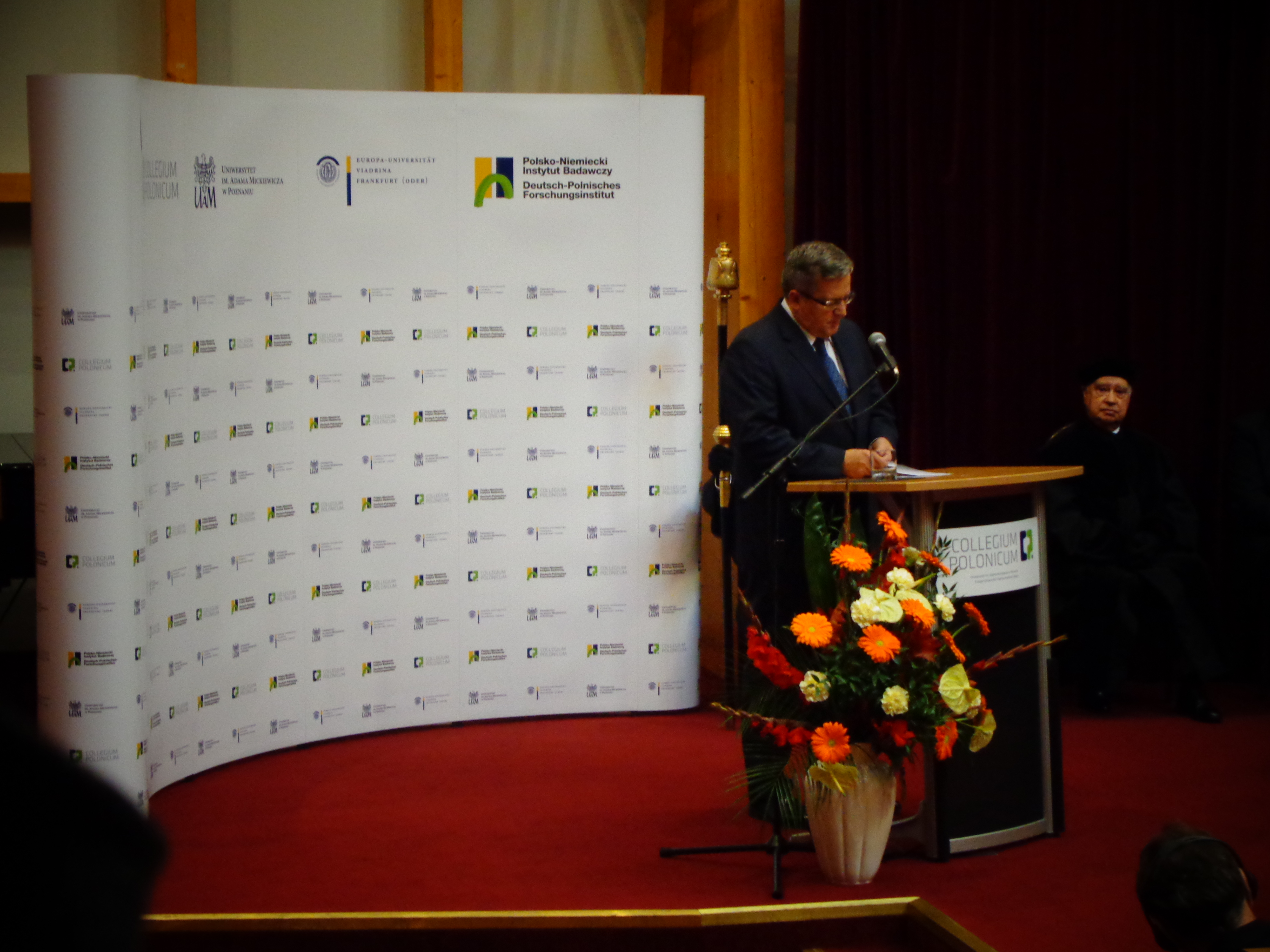
Prezydent Rzeczypospolitej Polskiej Bronisław Komorowski podczas swojego przemówienia na inaugurację roku akademickiego w Collegium Polonicum, 2013; po prawej stronie zdjęcia p.o. Dyrektor Instytutu, Andrzej J. Szwarc

W dniu 18 października 2013 roku w Collegium Polonicum odbyła się inauguracja roku akademickiego 2013-14 w obecności Prezydenta Rzeczypospolitej Polskiej Bronisława Komorowskiego oraz Prezydenta Republiki Federalnej Niemiec Joachima Gaucka. W swoim przemówieniu Joachim Gauck rozwinął wizję polsko-niemieckiego uniwersytetu. Uniwersytet Europejski Viadrina i Uniwersytet im. Adama Mickiewicza skonkretyzowały tę wizję poprzez projekt utworzenia wspólnego Polsko-Niemieckiego Wydziału, którego trzon stanowiłby stanowić Polsko-Niemiecki Instytut Badawczy. Ten międzynarodowy wydział miał stać się pierwszym tego typu na świecie jako ponadnarodowy, oparty na partnerstwie i posiadający własną osobowość prawną. Opracowano koncepcję interdyscyplinarnego Międzynarodowego Wydziału Studiów Europejskich i Regionalnych, który miałby połączyć kompetencje badawcze Collegium Polonicum i rozszerzyć je o aspekt cyfryzacji. Wiodąca rola Instytutu jako baza do utworzenia kilku jednostek organizacyjnych przyszłego wspólnego wydziału, w który miało zostać przekształcone Collegium Polonicum, zostało wyraźnie podkreślone podczas uroczystości jubileuszowych i 25-lecia Collegium Polonicum w dniu 13 października 2016 roku, i 5-lecia Polsko-Niemieckiego Instytutu Badawczego w dniu 20 października 2017 roku.

## Likwidacja
W kwietniu 2016 roku na Uniwersytecie im. Adama Mickiewicza odbyły się wybory rektorskie. Wraz z przejęciem władzy przez nową ekipę w dniu 1 września 2016 roku kierowanie Instytutu przejęła Beata Mikołajczyk, prorektor odpowiedzialna m.in. za Collegium Polonicum. Pełniła funkcję p.o. Dyrektora, chociaż nie była powołana – jak zapisano w regulaminie Instytutu – na to stanowisko wspólną decyzją obu uniwersytetów. W maju 2018 roku odpowiedzialność za Collegium Polonicum przejął prorektor Tadeusz Wallas, który – również bez formalnego porozumienia z niemieckim partnerem uniwersyteckim – powołał jednego z pracowników Instytutu na stanowisko p.o. Dyrektora. Ze strony Uniwersytetu Europejskiego za Collegium Polonicum odpowiadały wiceprezydentki: Ines Härtel (do początku 2017 roku) i Janine Nuyken. Rada Instytutu, w skład której wchodzili pracownicy obu uczelni i która zgodnie z regulaminem Instytutu zapewniała możliwość wpływania i kontroli wykorzystania środków przekazywanych przez obie uczelnie oraz działalności merytorycznej Polsko-Niemieckiego Instytutu Badawczego, nie była zwoływana od października 2016 roku.
W dniu 28 czerwca 2018 r. Uniwersytet Europejski Viadrina i Uniwersytet im. Adama Mickiewicza podjęły wspólną decyzję o zamknięciu Instytutu z dniem 31 grudnia 2018 roku. 

### Kontrowersje wokół przyczyn zamknięcia
Zamknięcie Polsko-Niemieckiego Instytutu Badawczego zbiegło się w czasie z kompleksową nowelizacją prawa szkolnictwa wyższego przez rząd Mateusza Morawieckiego; ustawa ta została wprowadzona przez Sejm RP w kwietniu 2018 roku i uchwalona 4 lipca 2018 roku. Oznaczało to kontynuację transformacji struktur naukowo-badawczych w Polsce, rozpoczętą wraz z nowelizacją ustawy o państwowych (pozauniwersyteckich) instytutach badawczych w Polsce, uchwaloną przez Sejm RP 18 grudnia 2016 roku. Zmiana ta stanowiła podstawę do zastąpienia licznych dyrektorów instytutów i powołania nowych rad instytutów przez rząd. Ponadto uchwalono odrębne ustawy o likwidacji i re-utworzeniu niektórych państwowych instytutów badawczych w celu nadania im profilu badawczego odpowiadającego np. polityce historycznej rządu. Na tym tle podejrzewano, że decyzja o zamknięciu Polsko-Niemieckiego Instytutu Badawczego, o której początkowo nie poinformował ani Uniwersytet im. Adama Mickiewicza, ani Uniwersytet Europejski Viadrina, może mieć związek ze zmianami w polityce szkolnictwa wyższego w Polsce. Okazało się również, że zamknięcie związane było ze zwolnieniem niektórych pracowników Instytutu przez Uniwersytet im. Adama Mickiewicza i zaprzestaniem realizacji grantów. Jednak Uniwersytet im. Adama Mickiewicza i Uniwersytet Europejski Viadrina uzasadniały zamknięcie Instytutu wyłącznie koniecznością zgromadzenia zasóbów finansowo-kadrowych ze strony Uniwersytetu im. Adama Mickiewicza na utworzenie „European New School for Digital Studies”. Brak jednak konkretnych wypowiedzi na temat skali zaangażowania Uniwersytetu im. Adama Mickiewicza w ten projekt, który realizowany jest przez Uniwersytet Europejski Viadrina, a finansowany przez kraj związkowy Brandenburgia.

## Trivia
W ramach swojej działalności Polsko-Niemiecki Instytut Badawczy, we współpracy z kierunkiem studiów pt. „Filologia polska jako obca” w Collegium Polonicum, zorganizował cykl spotkań autorskich. W spotkaniach wzięli udział m.in. Inga Iwasiów i Ignacy Karpowicz. W dniu 21 kwietnia 2015 roku w Collegium Polonicum gościła Olga Tokarczuk, późniejsza laureatka Nagrody Nobla w dziedzinie literatury.
Jeden z projektów naukowych Polsko-Niemieckiego Instytutu Badawczego poświęcony był osobom działającym na rzecz pojednania transgranicznego w sferze kościelno-religijnej, do których należał m.in. niemiecki dziennikarz katolicki Ernst-Alfred Jauch. W dniu 23 listopada 2018 roku uhonorowano jego zaangażowanie na rzecz powojennego francusko-niemieckiego i polsko-niemieckiego porozumienia podczas imprezy z udziałem uczniów jednej ze szkół katolickich w Berlinie oraz w obecności jego syna – Günthera Jaucha. Spotkanie to było ostatnią imprezą zorganizowaną przez Polsko-Niemiecki Instytut Badawczy.